# Boulengerella lucius
Boulengerella lucius is een straalvinnige vissensoort uit de familie van de snoekzalmen (Ctenoluciidae). De wetenschappelijke naam van de soort is voor het eerst geldig gepubliceerd in 1816 door Cuvier.